# Schanzengraben (Zürich)
Koordinaten: 47° 22′ 17,9″ N, 8° 31′ 59,5″ O; CH1903: 682670 / 247332

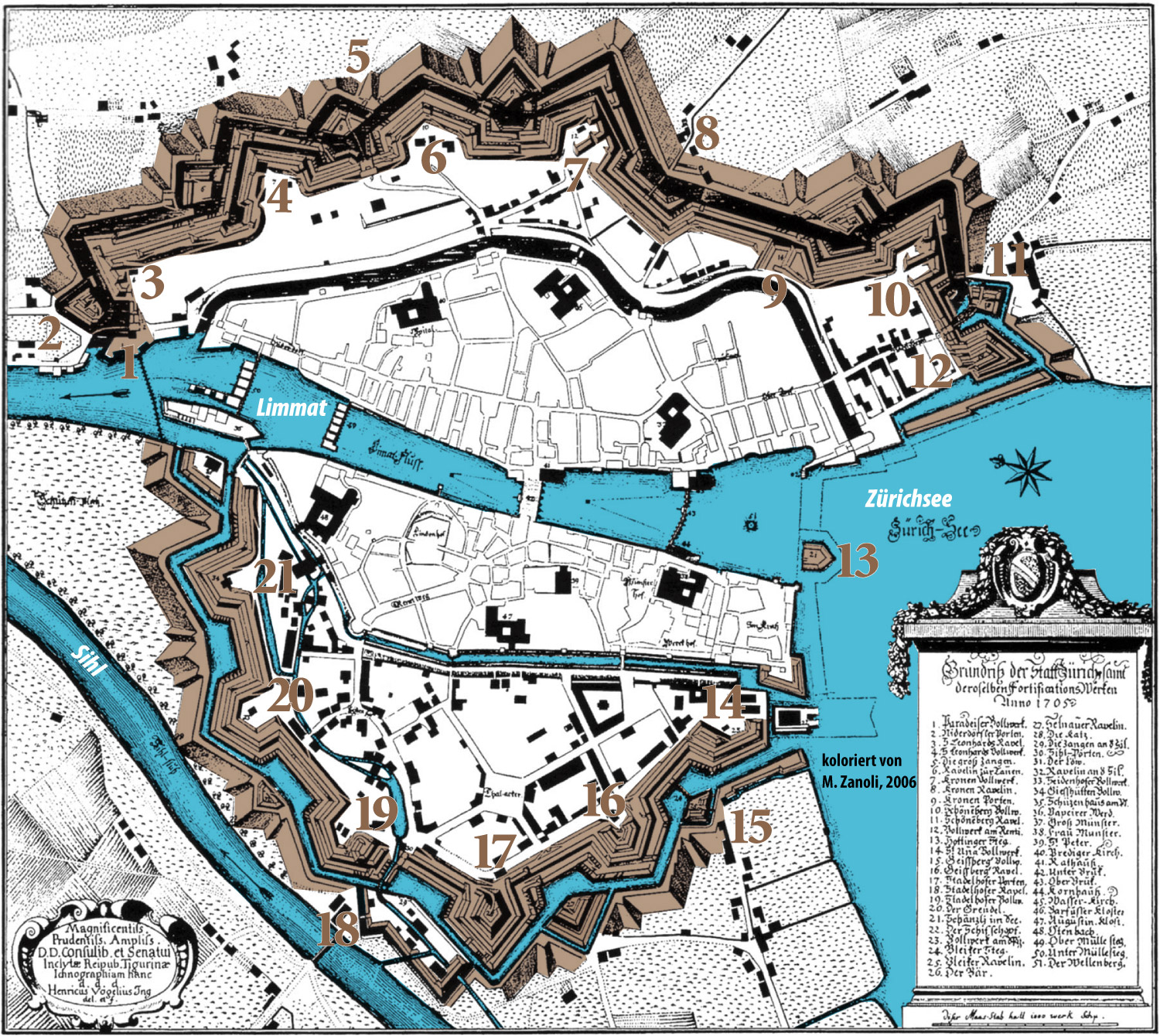
Die dritte Stadtbefestigung von Zürich mit Schanzengraben zwischen Sihl und Zürichsee

Der Schanzengraben war nach 1642 der äussere Wassergraben der sogenannten dritten Befestigung der Stadt Zürich. Seine Benennung hat er nach den Schanzen der barocken Wehranlage, deren Teil er war. Heute ist er eine beliebte Naturoase an der Peripherie der Stadtquartiere City und Enge.

## Geschichte

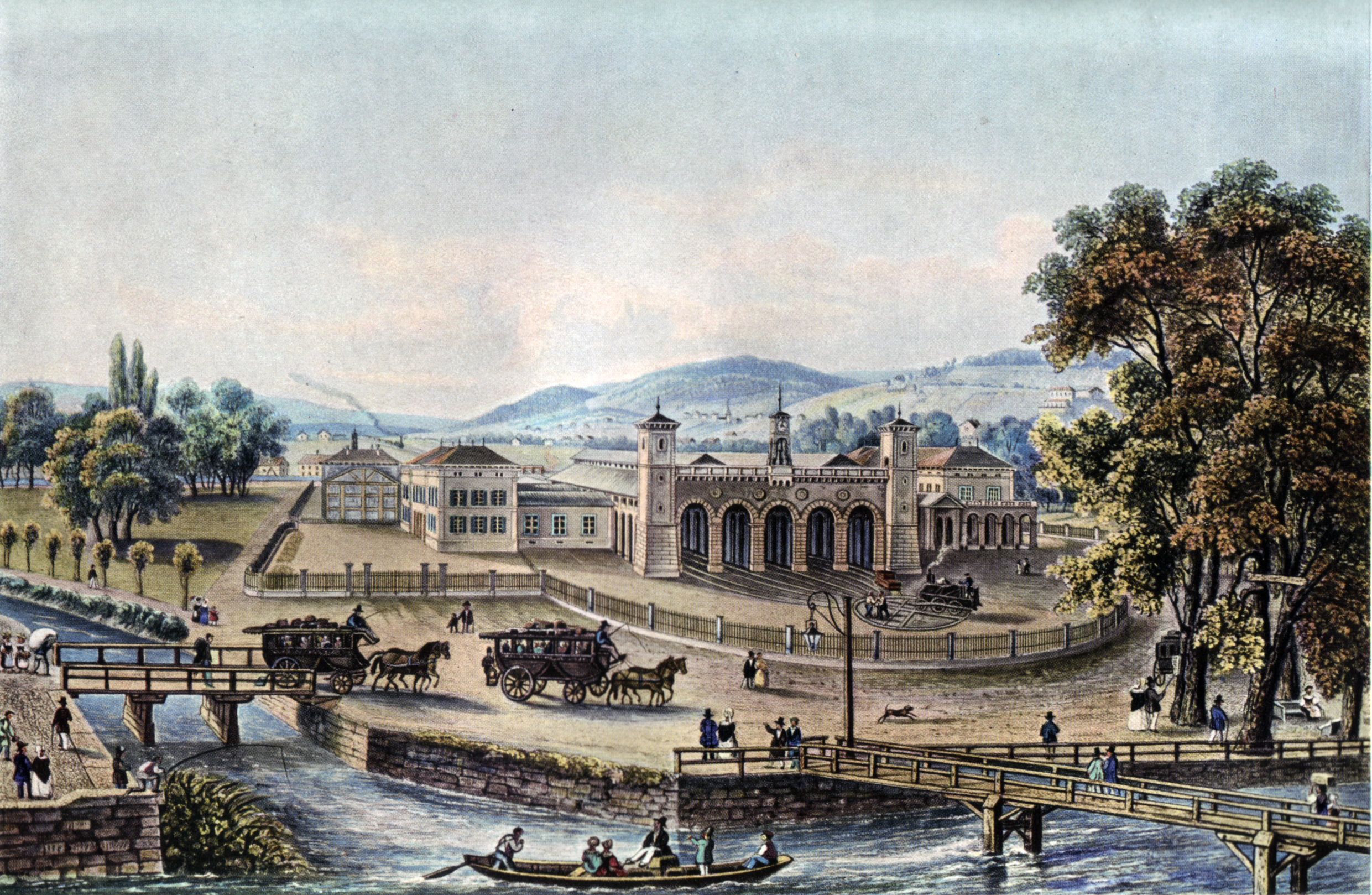
Erster Bahnhof von Zürich im Jahre 1847, links davon die Mündung des Schanzengrabens in die Limmat

Ab 1642 bis Mitte des 18. Jahrhunderts wurde die dritte Stadtbefestigung erbaut. Linksseitig wurde die Papierwerd – beim heutigen linken Brückenkopf der Bahnhofbrücke – in die Befestigung miteinbezogen und der Schanzengraben als äusserer Wassergraben, einem gezackten Halbkreis ähnlich, erbaut.
1830 wurde er als zweiter Seeabfluss – nahe der heutigen Tonhalle – als notwendig erachtet und überlebte deshalb die Auffüllung anlässlich der Schleifung der Schanzen. Für den Bau der Bahnhofbrücke wurde der Schanzengraben ab 1861 in die Sihl abgeleitet, wo er bei der Gessnerallee in den Fluss mündet. Ab 1910 wurde verschiedentlich in Erwägung gezogen, den Schanzengraben zugunsten einer Strasse zuzuschütten.
Der Zürcher Verkehrsverein forderte 1956 vom Zürcher Stadtrat, den Schanzengraben besonders für Touristenboote schiffbar zu machen. Von einem kleinen Hafen beim Hauptbahnhof aus wären die Boote durch den Schanzengraben in den Zürichsee gefahren. Aus technischen und finanziellen Gründen wurde das Vorhaben zu Gunsten einer Umwandlung des Schanzengrabens in eine Fussgängerpromenade begraben. Die Umsetzung des Vorhabens wurde 1975 begonnen und endete 1984 mit der Eröffnung des letzten Teilstückes der Schanzengraben-Fussgängerpromenade.

## Naturoase Schanzengraben

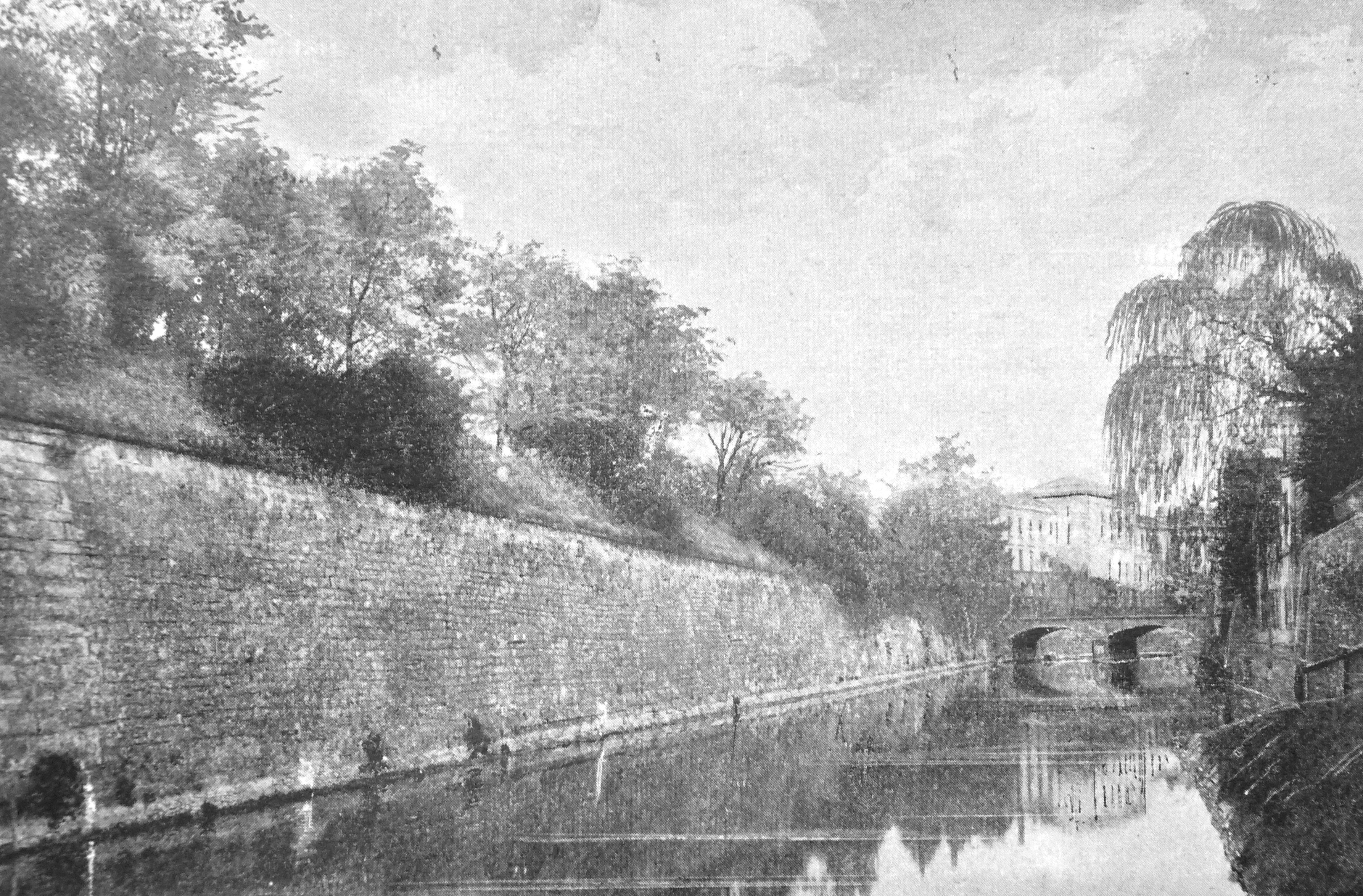
Beim Alten Botanischen Garten, um 1895

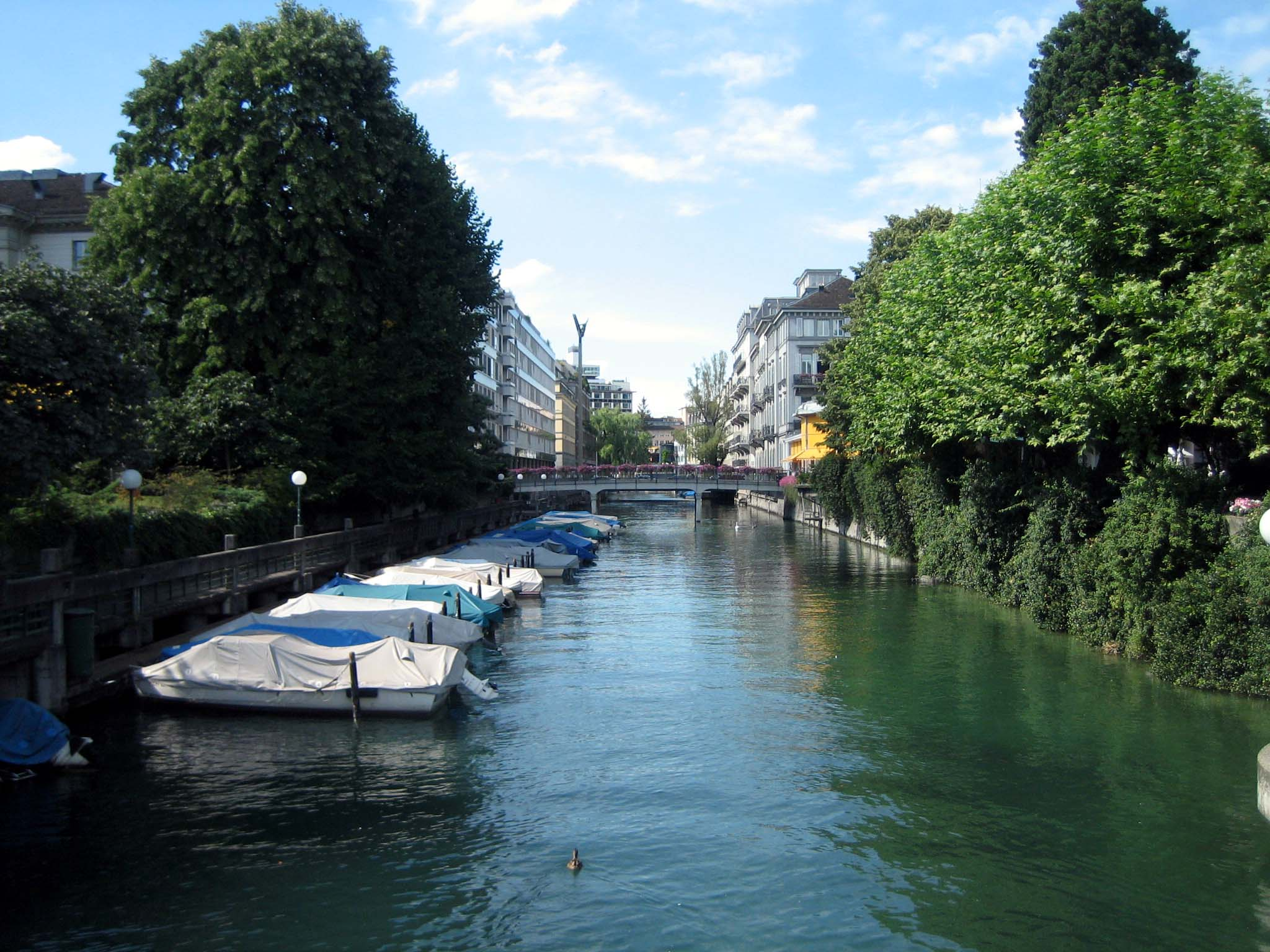
Der Schanzengraben beim Zürichsee

Die Promenade folgt entlang der Zickzacklinie der ehemaligen Schanzenanlage. Alle paar hundert Meter führen Treppenaufgänge in die angrenzenden Stadtgebiete. Ein Rundgang mit Informationstafeln beginnt an der Gessnerbrücke unweit vom Hauptbahnhof Zürich, führt hinter der Migros-City und unterhalb der Reithalle (Gessnerallee) zumeist dem Kanal entlang über Holzstege und Sandsteinplatten. Der Nüschelersteg ermöglicht Fussgängern und Fahrrädern, den Graben zu überqueren. Die Promenade unterquert die Sihlstrasse (Sihlporte) und führt am «Hallenbad City» und der 1864 errichteten «Männerbadi» (offiziell: «Flussbad Schanzengraben») vorbei. Gleich unterhalb der «Männerbadi» reguliert ein Wehr mit Fischtreppe den Ausfluss aus dem See. Über der Badeanstalt ragen die hohen Mauern des ehemaligen Bollwerks «Katz» auf, wo sich heute der Alte Botanische Garten, eine kleine Parkanlage, befindet. Es folgen im Quartier Enge die Selnaubrücke und das autofreie Bärenbrüggli. Auf der Höhe Paradeplatz wird der Bleicherweg, darauf die Dreikönigstrasse unterquert, beim Hotel Baur au Lac der General-Guisan Quai am Seebecken. Der Weg endet direkt an der Uferpromenade.

## Männerbad Schanzengraben
Das Männerbad im Schanzengraben beim Wasserturm ist das älteste heute noch existierende Bad der Stadt. Es wurde 1863 erbaut. Vorher stand dort die 1859 erbaute Männer- und Knabenbadeanstalt. Das Bad ist jeweils von circa Mitte Mai bis Mitte September geöffnet. Während tagsüber Badebetrieb herrscht, öffnet abends eine Bar.

## Heutiger Wasserlauf
Der Schanzengraben fließt am Bürkliplatz aus dem Zürichsee, wird nahe dem Männerbad Schanzengraben an der Brücke des Badwegs durch ein Wehr angestaut und mündet nach etwa 1,7 km langem Lauf kurz vor dem Hauptbahnhof von rechts in die Sihl.